# Communauté urbaine de Reni
La communauté urbaine de Reni ( ukrainien : Ренійська міська громада   ) est une communauté territoriale d'Ukraine, dans le raïon d'Izmaïl de l'oblast d'Odessa. Le centre administratif est la ville de Reni,.

## Établissement
La communauté (« hromada ») se compose d'une ville (Reni) et de sept villages : Dolynske, Kotlovyna, Lymanske, Nahirne, Novosilske, Orlivka et Plavni.

## Sources et références
1. ↑  (uk) « Про утворення та ліквідацію районів », sur www.golos.com.ua (consulté le 5 juillet 2022)
2. ↑  (uk) « Нові райони: карти + склад », Ministry for Communities and Territories Development of Ukraine